# Oscar Bonavena

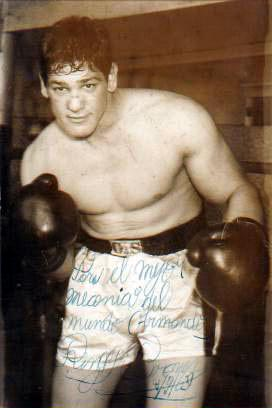
Oscar Bonavena.

Oscar Bonavena (1942 - 1976) foi um pugilista argentino, conhecido pelos seus combates contra as lendas do boxe, Muhammad Ali e Joe Frazier. Morreu assassinado.